# Daniel Núñez del Prado

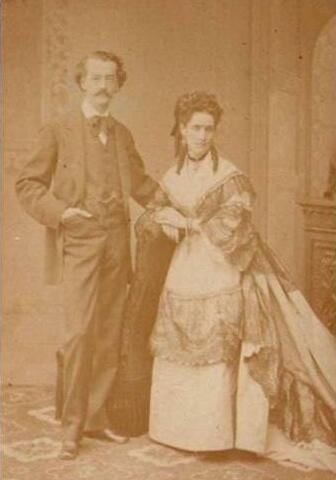
Daniel Nuñez del Prado (1865)

Daniel Núñez del Prado (* 29. Juli 1840 in La Paz, Bolivien; † 1891 ebenda) war ein bolivianischer Arzt und Politiker.

## Leben
Seine Eltern waren Dr. José Maria Núñez del Prado und Isabel del Valle. Um 1863 machte er ein Studium der Medizin an der Universität von San Marcos in Lima. Ab 1866 kämpfte er unter dem Oberbefehlshaber Jose Galvez gegen die spanische Invasion in Lima und Callao und wurde von der peruanischen und bolivianischen Regierung ausgezeichnet. Um 1868 bekämpfte er ohne Rücksicht auf sein Leben eine Gelbfieber-Epidemie in Lima. Aus diesem Grund wurde er vom peruanischen Kongress ausgezeichnet. 1878 wurde er Präfekt von La Paz und 1881 bolivianischer Außenminister unter Präsident Narciso Campero.

## Publikationen
- Opusculo sobre la fiebre amarilla